# مسرح تلفاز كرافت
مسرح مرناة كرافت أو Kraft Television Theatre هو سلسلة تلفزيونية درامية / المختارات الأمريكية بدأ في 7 مايو 1947 ، على قناة NBC ، وكان يتم بثه في تمام الساعة 7:30 مساءً يوم الأربعاء واستمر حتى ديسمبر من ذلك العام. روجت لأول مرة جبن ماكلارين الإمبراطوري ، الذي تم الإعلان عنه في مكان آخر كذلك.  في يناير 1948 ، انتقل البث إلى الساعة 9 مساءً يوم الأربعاء ، واستمرت في تلك الفترة الزمنية حتى عام 1958. في البداية أنتجتها وكالة جاي والتر تومبسون للدعاية والإعلان، وقدمت المسلسلات الحية التي استمرت لمدة ساعة وعروضاً تلفزيونية مع قصص جديدة وشخصيات جديدة كل أسبوع ،  بالإضافة إلى تعديلات مثل الكلاسيكيات مثل رواية ترنيمة عيد الميلاد و أليس في بلاد العجائب . تم بث البرنامج مباشرة من المبث الذي يعرف حاليا بأنه موطن ساترداي نايت لايف.
ابتداءً من أكتوبر 1953 ، أضافت ABC سلسلة منفصلة (تحمل أيضًا اسم Kraft Television Theater ) ، تم إنشاؤها للترويج لمنتج تشيز ويز الجديد من كرافت . استمرت هذه السلسلة لمدة ستة عشر شهرًا ، وتم بثها مساء يوم الخميس الساعة 9:30 مساءً ، وحتى يناير 1955. بعد أن ألغت شركة كرافت العرض الثاني ، غير العرض الثاني من رعايته ليصبح مسرح بوند على قناة ABC ابتداءً من مارس 1955 ، بينما استمر مسرح كرافت الأصلي على قناة NBC.

## روابط خارجية
- مسرح تلفاز كرافت على موقع IMDb (الإنجليزية)
- مسرح تلفاز كرافت على موقع الموسوعة البريطانية (الإنجليزية)
- مسرح تلفاز كرافت على موقع كينوبويسك (الروسية)
- مسرح تلفاز كرافت على موقع قاعدة بيانات الفيلم (الإنجليزية)